# Оникэ, Александру
Александру Оникэ (рум. Alexandru Onică; 25 июля 1985, Кишинёв, Молдавская ССР, СССР) — молдавский футболист, полузащитник клуба «Милсами» и национальную сборную Молдовы. Имеет российское гражданство.

## Карьера

### Клубная
Начал выступления в молдавских клубах «Хынчешты» и «Униспорт-Авто». В 2005 году выступал за «Спартак» из Челябинска. Летом 2006 года подписал контракт с клубом «КАМАЗ». В Первом дивизионе за «КАМАЗ» провёл всего 3 игры. Вскоре вернулся на родину в клуб «Дачия» из Кишинёва. В январе 2008 года побывал на просмотре в краснодарской «Кубани» на сборе в Турции. В августе 2009 года отправился на просмотр в харьковский «Металлист». В «Дачии» Оникэ стал капитаном. В декабре 2009 года был назван лучшим полузащитником чемпионата Молдавии.
23 декабря 2009 года перешёл в полтавскую «Ворсклу» на правах свободного агента подписав трёхлетний контракт, он вступит в силу 5 января 2010 года. В Премьер-лиге Украины дебютировал 13 марта 2010 года в матче против киевского «Динамо».
Дебютировал 18 января 2012 года в составе тираспольского клуба «Шериф», на сборах в Турции.

### В сборной
Выступал за молодёжную сборную Молдавии до 21 года. В национальной сборной Молдавии дебютировал 18 ноября 2008 года в товарищеском матче против Эстонии (1:0).

## Достижения
- Чемпион Молдавии (3): 2010/11, 2011/12, 2012/13
- Серебряный призёр чемпионата Молдавии (2): 2007/08, 2008/09
- Финалист Кубка Молдавии (1): 2008/09
- Обладатель Суперкубка Молдавии (1): 2011
- Серебряный призёр чемпионата Узбекистана (1): 2013

## Личная жизнь
В ноябре 2008 года поженился.